# FIBA Europe SuperCup Men
De SuperCup Men (of Men SuperCup) was een Europese continentale supercup in het basketbal voor mannen. De cup werd georganiseerd door FIBA Europe en was een wedstrijd tussen de winnaars van EuroLeague en de Saporta Cup.

## Geschiedenis
De eerste editie van de Cup was in 1986 en de tweede in 1989. Dit was ook de laatste keer dat er om de SuperCup gespeeld werd. Er werden twee wedstrijden gespeeld. Een keer thuis en een keer uit. FC Barcelona en Real Madrid zijn de enige teams die de cup hebben gewonnen, terwijl hun tegenstanders Cibona Zagreb en Jugoplastika Split uit de EuroLeague kwamen. In 1989 zou de wedstrijd gespeeld worden tussen de winnaar van de EuroLeague, Jugoplastika en de winnaar van de Saporta Cup, Real Madrid. De wedstrijd werd door Jugoplastika afgezegd en daar door werd Real Madrid tot winnaar uitgeroepen.

## Verschillende namen
- 1983 I ACB International Tournament
- 1984 II ACB International Tournament "I Memorial Héctor Quiroga"
- 1985 III ACB International Tournament "II Memorial Héctor Quiroga"
- 1986 IV ACB International Tournament "III Memorial Héctor Quiroga"
- 1986 FIBA European Super Cup
- 1987 V ACB International Tournament "IV Memorial Héctor Quiroga"
- 1988 VI ACB International Tournament "V Memorial Héctor Quiroga"
- 1989 FIBA European Super Cup
- 1989 VII ACB International Tournament "VI Memorial Héctor Quiroga"
- 1990 VIII ACB International Tournament "VII Memorial Héctor Quiroga"
- 1991 IX ACB International Tournament "VIII Memorial Héctor Quiroga"

## Winnaars van de FIBA Europe SuperCup Men
| Jaar | Plaats      | Winnaar                | Uitslag                     | Tegenstander                |                             | 3e         | Uitslag                     | 4e |
| ---- | ----------- | ---------------------- | --------------------------- | --------------------------- | --------------------------- | ---------- | --------------------------- | -- |
| 1983 | Barcelona   | FC Barcelona           | groepsfase                  | Banco di Roma               | Bosna Sarajevo              | groepsfase | Real Madrid                 |    |
| 1984 | Madrid      | Real Madrid            | groepsfase                  | Élan béarnais Pau-Orthez    | Indesit Caserta             | groepsfase | Granarolo Bologna           |    |
| 1985 | Puerto Real | Winston All Star       | groepsfase                  | Limoges CSP                 | Simac Milano                | groepsfase | Real Madrid                 |    |
| 1986 | Puerto Real | FC Barcelona           | groepsfase                  | Real Madrid                 | Cibona Zagreb               | groepsfase | Tracer Milano               |    |
| 1986 | -           | FC Barcelona (SC)      | 200 - 189 (102-101 / 99-87) | Cibona Zagreb (EL)          | -                           | -          | -                           |    |
| 1987 | Puerto Real | Cibona Zagreb          | groepsfase                  | FC Barcelona                | Ram Joventut Badalona       | groepsfase | Tracer Milano               |    |
| 1988 | Puerto Real | Real Madrid            | groepsfase                  | Jugoplastika Split          | CSKA Moskou                 | groepsfase | FC Barcelona                |    |
| 1989 | -           | Real Madrid (SC)       | niet gespeeld               | Jugoplastika Split (EL)     | -                           | -          | -                           |    |
| 1989 | Puerto Real | Real Madrid            | groepsfase                  | Jugoplastika Split          | Philips Milano              | groepsfase | FC Barcelona Banca Catalana |    |
| 1990 | Puerto Real | Pop 84 Split           | groepsfase                  | Montigalà Joventut Badalona | Maccabi Elite Tel Aviv      | groepsfase | FC Barcelona Banca Catalana |    |
| 1991 | Puerto Real | Maccabi Elite Tel Aviv | groepsfase                  | Montigalà Joventut Badalona | FC Barcelona Banca Catalana | groepsfase | Slobodna Dalmacija          |    |

(EL) = Winnaar EuroLeague
 (SC) = Winnaar Saporta Cup

## Winnaars aller tijden
| Cups | Club                   | In:              |
| ---- | ---------------------- | ---------------- |
| 3    | FC Barcelona           | 1983, 1986. 1986 |
| 3    | Real Madrid            | 1984, 1988, 1989 |
| 1    | Winston All Star       | 1985             |
| 1    | Cibona Zagreb          | 1987             |
| 1    | Pop 84 Split           | 1990             |
| 1    | Maccabi Elite Tel Aviv | 1991             |

## Per land
| Cups | x clubs | Land             |
| ---- | ------- | ---------------- |
| 6    | 2       | Spanje           |
| 2    | 2       | Joegoslavië      |
| 1    | 1       | Verenigde Staten |
| 1    | 1       | Israël           |